# Inthavong
Chao Inthavong (lao : ເຈົ້າອິນທະວົງສ໌; thaï : เจ้าอินทวงศ์; mort le 7 février 1805), également connu sous le nom de règne de  Xaiya Setthathirath IV, est le 5e souverain du royaume de Vientiane de 1795 à 1805. 

## Biographie
Inthavong est le second des fils de du roi  Ong Boun. En 1778, il est pris comme otage par les siamois avec sa fratrie, dont Nanthasen, Anouvong et sa sœur Khamwaen. 
Après le couronnement de Nanthasencomme roi de Vientiane, il est nommé oupahat c'est-à-dire « vice roi » de Vientiane. Toutefois il doit résider dans la région de Bang Phlat (Khwaeng Bang Yi Khan), près de Bangkok, où il entre au service du gouvernement siamois. Après la bataille de Rạch Gầm-Xoài Mút, le souverain Vietnamien Nguyễn Ánh s'enfuit à Bangkok où il rencontre Inthavong . Selon le sources vietnamiennes, Inthavong: « l'admire ».
En 1795, le roi Nanthasen est déposé par les siamois, Inthavong est couronné comme nouveau souverain. Pendant le règne d' Inthavong, le royaume de Vientiane s'allie avec le seigneur  Nguyễn. En 1800 et 1801, lorsque l'armée des  Nguyễn monte vers le nord pour attaquer la  dynastie Tây Sơn, Inthavong ordonne à ses forces d'attaquer la 
province de Nghệ An, coopérant ainsi avec les forces des Nguyễn.
Inthavong meurt le 7 février 1805.Son jeune frère Anouvong est nommé comme nouveau roi par les siamois, et envoyé à Vientiane.

## Sources
- (en) & (de) Peter Truhart, Regents of Nations, K.G Saur Münich, 1984-1988  (ISBN 359810491X), Art. « Laos », Period of Tripartition/ Periode der Dreiteilung  Vientiane  p.  1740.
- (vi) Trần Trọng Kim, Việt Nam sử lược, Ho Chi Minh City, Ho Chi Minh City General Publishing House, 2005